# Didelphis marsupialis
 (janvier 2013).
Si vous disposez d'ouvrages ou d'articles de référence ou si vous connaissez des sites web de qualité traitant du thème abordé ici, merci de compléter l'article en donnant les références utiles à sa vérifiabilité et en les liant à la section « Notes et références ».
Pour les articles homonymes, voir Pian.
Espèce
Répartition géographique
Statut de conservation UICN

 LC  : Préoccupation mineure
L'Opossum commun, (Didelphis marsupialis) est une espèce faisant partie des opossums de la famille des Didelphidae.
Il est aussi appelé Opossum austral, Pian ou Pyan  (en Guyane), Manicou ou Manikou (en Martinique), ou encore Sarigue à oreilles noires ou Opossum à oreilles noires.

## Description
La taille de cet opossum est proche de celle d'un chat. Sa queue mince et lisse peut atteindre la même taille que son corps (50 cm). Son poids est compris entre 500 et 1 500 grammes. Dans sa mâchoire sont logés des crocs acérés, avec des prémolaires coupantes et des molaires broyeuses. Sa bouche est remplie de 50 dents. Du point de vue sensoriel, les poils ou vibrisses de son museau sont très sensibles et font office d'organe tactile. Pour la vue, ses yeux sont adaptés à l'obscurité. Pour la mobilité, les quatre pattes du manicou ont des pouces opposables.

## Répartition
Cette espèce se rencontre dans les Antilles (notamment en Martinique), en Amérique centrale, en Amérique du Sud et en Amérique du Nord, seulement dans le Sud du Mexique. Ses zones d'habitat sont les forêts primaires, secondaires, les savanes mais aussi les terres agricoles.

## Mode de vie et alimentation
Cet opossum est un animal nocturne qui passe la majeure partie du jour à dormir dans des arbres creux, la tête placée en dessous du reste de son corps. À l'aurore, il descend au sol chercher sa nourriture. Il mange aussi bien des fruits, que des vers, des grenouilles, des insectes, des oiseaux et des œufs.
Lorsqu'il se sent en danger, il émet une odeur désagréable et si le danger se rapproche, il est capable de simuler sa mort (thanatose) pour tromper le prédateur en se faisant passer pour une proie non comestible (avariée) .
Le domaine vital de l'espèce est très grand : entre 20 et 140 hectares selon les individus. Le territoire n'est pas exclusif, c’est-à-dire que certaines étendues sont partagées entre plusieurs animaux.
Le Didelphis marsupialis, à Paracou, en Guyane, aurait une tendance à arpenter des territoires macrohabitats terrestres matures (là où Micoureus demerarae et Oecomys rutilus seraient pour la plupart arboricoles).

## Reproduction et développement
Jusqu'à trois fois par an, la femelle met au monde 5 à 9 petits, après une gestation de 2 semaines passée dans un nid de feuillages. Les nouveau-nés sont ensuite portés dans la poche ventrale (ou marsupium) de la mère pendant 60 à 70 jours car ils sont très faibles et ne pèsent que 0,2 gramme. À la fin de cette période, ils pèsent 50 grammes. Ils passeront encore 8 à 12 jours dans un nid rudimentaire. Après quoi, pesant entre 80 et 120 grammes, les petits quittent leur mère. La longévité en milieu naturel est estimée à deux ans et demi. Le mâle vit seul.

## Relations avec les humains
Dans les Antilles, il était, historiquement, chassé pendant la nuit avec une lampe torche. La lumière aveugle l'animal, permettant une capture plus facile. Cette pratique est interdite (et passible d'amendes) car ce n'est pas un animal chassable.
En Guyane, la protection du Pian est en vigueur. Cet animal y est considéré comme nuisible, des cadavres sont souvent retrouvés sur les routes.

## Étymologie
Son nom, qui peut aussi s'écrire « manikou », vient probablement d'une langue amérindienne.

## Liste des sous-espèces
Selon Mammal Species of the World (version 3, 2005)  (25 septembre 2014) et Catalogue of Life (25 septembre 2014) :
- sous-espèce Didelphis marsupialis caucae J. A. Allen, 1900
- sous-espèce Didelphis marsupialis marsupialis Linnaeus, 1758

### Bases de référence
- (en) Animal Diversity Web : Didelphis marsupialis (consulté le 25 septembre 2014)
- (en) Catalogue of Life : Didelphis marsupialis Linnaeus, 1758 (consulté le 15 décembre 2020)
- (fr) INPN : Didelphis marsupialis  Linnaeus, 1758 (TAXREF)  (consulté le 25 septembre 2014)
- (fr + en) ITIS : Didelphis marsupialis  Linnaeus, 1758 (consulté le 25 septembre 2014)
- (en) Mammal Species of the World (3e  éd., 2005) :  Didelphis marsupialis   Linnaeus, 1758 (consulté le 25 septembre 2014)
- (en) North American Mammals : Didelphis marsupialis  (consulté le 25 septembre 2014)
- (en) NCBI : Didelphis marsupialis (taxons inclus) (consulté le 25 septembre 2014)
- (en) Paleobiology Database : Didelphis marsupialis  Linnaeus 1758 (consulté le 25 septembre 2014)
- (en) UICN : espèce Didelphis marsupialis Linnaeus, 1753 (consulté le 19 mai 2015)

### Autre lien externe
- Le Manikou, patrimoine de la Martinique, rapport sur le site de la DIREN de Martinique